# Pelagio (ópera)
Pelagio (título original en italiano; en español, Pelayo) es una ópera en cuatro actos con música de Saverio Mercadante y libreto en italiano de Marco D'Arienzo. Se estrenó en el Teatro San Carlos de Nápoles el 12 de febrero de 1857.
Fue la última obra escrita por Saverio Mercadante, pero la penúltima en estrenarse (Roma 1857), ya que Virginia, sobre la conocida historia de esta heroína romana modelo de pureza ciudadana, se dio a conocer posteriormente, en el Nápoles de 1866. 
Actualmente es una ópera muy poco representada. En las estadísticas de Operabase aparece en dos  representaciones en el período 2005-2010.El maestro Mariano Rivas  http://mariano-rivas.com, director de orquesta y editor del Pelagio, la reestrenó en su ciudad natal con Carlos Álvarez en el rol principal; y tres años más tarde en agosto de 2008, la reestreno en el Festival italiano de Martina Franca.
La historia de Don Pelayo, iniciador de la Reconquista, en versión lírica viajará en agosto hasta Italia. El XXXIV Festival della Valle D'Itria acogerá en su programación, los próximos días 2 y 4 de agosto, el «Pelayo» («Pelagio»), la última de las cincuenta y siete óperas que compuso Saverio Mercadante (Nápoles, 1795-1870). El director gijonés Mariano Rivas, artífice de la recuperación de la ópera, estará en el podio ante una versión que, por vez primera desde la era musical romántica, será escénica. 
Rivas opina que éste es un paso más para hacer justicia a «una obra olvidada, víctima de la historia del repertorio». En el año 2005, el «Pelagio» volvía a sacar su espada en el teatro Jovellanos de Gijón, aunque en versión de concierto. Entonces, la participación en el elenco del afamado barítono Carlos Álvarez y el interés de Montserrat Caballé por poner también su voz -aunque finalmente no pudo ser- fueron razones de sobra para defender la calidad y la presencia de la obra, afirma el director. 
La producción, que se presentará en la localidad pullesa de Martina Franca, contará con la dirección escénica de Jean Louis Pichon, director de L'Esplanade Opera de Saint-Etienne. El elenco de voces estará integrado por los nombres de Costantino Finucci, Clara Polito, Danilo Formaggia, Paola Francesca Natale, Stefano Olcese y Giovanni Coletta. Así, Rivas se situará frente a la «Orchestra Internazionale d'Italia» y el resto de las voces las pondrá el «Coro Eslovaco» de Bratislava. Y será al aire libre, en el palacio ducal, de la segunda mitad del siglo XVII. En este marco, revivirá la leyenda del rey astur, que se ambienta en el Gijón del siglo VIII -«Gione», como reza en el libreto de la ópera, escrito por Marco D'Arienzo-. La obra pone música a una historia de amor entre la hija de Don Pelayo y un príncipe árabe, en «un episodio de sangre, odio y pasión». 
Así relataba el contenido de la trama Rivas, ilusionado por «volver a desempolvar una obra que es como un hijo». El director relata los esfuerzos por reconstruir la ópera, que descubrió gracias a Jaume Tribó, apuntador del Liceo de Barcelona. «Ha sido un proceso de años, a partir de unos microfilmes sobre el único material en forma de copia que sobrevivió de la ópera, en 1857, hallado en Nápoles y Lisboa», comenta. De este modo, tras representarse en su tiempo en Milán, Bérgamo, Barcelona y Portugal, «Pelagio», estrenada en el teatro San Carlo de Nápoles el 12 de febrero de 1857, vuelve a ver la luz 144 años más tarde. 
Rivas considera la posibilidad de que el «Pelagio» de Mercadante se reponga en un corto plazo de tiempo en la ciudad donde fue concebida la historia. Para el músico, el teatro de La Laboral de Gijón reuniría las condiciones para tal empresa, siguiendo el modelo de la producción que próximamente se verá en Italia.